# إيرول ميتشيل
إيرول ميتشيل (10 سبتمبر 1898 - 1948) (بالإنجليزية: Errol Mitchell)‏ هو لاعب كريكت نيوزلندي.